# Trichopteryx margaritata
Trichopteryx margaritata är en fjärilsart som beskrevs av Lucas 1959. Trichopteryx margaritata ingår i släktet Trichopteryx och familjen mätare. Inga underarter finns listade i Catalogue of Life.